# Bier in Israël

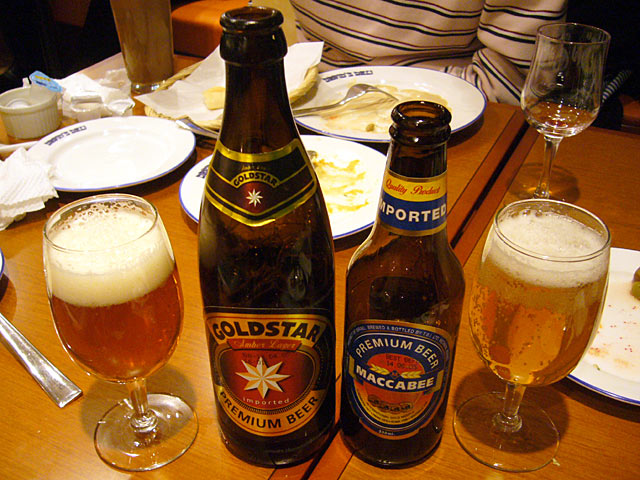
"Goldstar" and "Maccabee" (Engelse labels voor export), gebrouwen door Tempo Beer Industries Ltd.

Bier in Israël wordt voornamelijk geproduceerd door twee grote brouwerijgroepen, Tempo Beer Industries en Israel Beer Breweries. De Israëliërs zijn geen bierdrinkers bij uitstek maar vermits er veel Joden buiten Israël wonen is er een grote exportmarkt voor koosjer bier.

## Geschiedenis
De Israëlieten uit de Oudheid waren meer toegewijd aan wijn dan aan bier. Daar kwam verandering in na de Babylonische ballingschap in de zesde eeuw voor Christus. Verscheidene rabbi’s werden gevestigde brouwers. In Palestina werd pas in 1934-1935 een eerste commerciële brouwerij opgericht in Risjon Letsion door James Armand de Rothschild en Gaston Dreyfus, ten behoeve van de Britse inwoners van Palestina. In 1940 werd de Palestine Brewery (ook gekend als Nesher Brewery) opgericht om de troepen van de Australian Imperial Force, gestationeerd in Palestina, te bevoorraden. In april 1952 begon de bouw van de in die tijd grootste brouwerij van het Midden-Oosten, de National Brewery in Netanja. De brouwerij werd gesticht door een groep investeerders onder leiding van Louis Herzberg en de productie werd gestart in mei 1953. De National Brewery fuseerde in 1973 met de Palestine Brewery en de Galilee Brewery waardoor de brouwerij 90% van de Israëlische biermarkt in handen kreeg. Het bedrijf werd in 1976 gekocht door de Canadese land developer Murray Goldman voor 8 miljoen US dollar. In 1985 werd de brouwerij opgekocht door Tempo Beverages Ltd. en ontstond Tempo Beer Industries, de grootste brouwerij van Israël. In 1992 werd Israel Beer Breweries opgericht door Carlsberg en de Central Bottling Company en in 1995 werd door hen begonnen met het brouwen van Carlsberg en Tuborg in Ashkelon. Israel Beer Breweries en Tempo Beer Industries hebben samen 70% van de biermarkt in handen.
Sinds 2005 is er een groeiende biermarkt die op vijf jaar tijd bijna 20% groeide. Alhoewel lagers nog altijd een marktaandeel hebben van circa 64% is er meer en meer vraag naar Craft Beer en premium bier door de jongeren. Daardoor startten er in het eerste decennium van de 21e eeuw verscheidene nieuwe microbrouwerijen. In 2005 opende als eerste microbrouwerij Dancing Camel te Tel Aviv. Sindsdien wordt er jaarlijks wel een of meerdere microbrouwerijen opgestart.
In 2002 werd de Israeli Beer Club opgericht ter promotie van de Israëlische biercultuur en als hulpplatform voor beginnende (micro)brouwerijen.

## Cijfers 2010
- Bierconsumptie: 950.000 hl
- Bierconsumptie per inwoner: 14 liter[2]
- Actieve brouwerijen: 2 (+ circa 20 microbrouwerijen)

## Brouwerijen
De Israëlische brouwindustrie wordt gedomineerd door twee grote firma’s. Begin 1990 werd Israel Beer Breweries (eigendom van de Central Bottling Company) opgericht dat samen met Tempo Beer Industries (40% eigendom van Heineken), 70% van de biermarkt in handen heeft. 
- Israel Beer Breweries
- Tempo Beer Industries
- Dancing Camel
- Jem's Beer Factory
- Alexander Brewery
- LiBira Brewery
- Malka Brewery
- Negev Brewery
- Golan Brewery
- Salara Brewery
- Shapiro Brewery[3]

## Bekendste bieren
- Goldstar
- Maccabee
- Nesher Malt
- Abir

## Bierfestivals
Het Jerusalem Beer Festival is het grootste bierfestival van Israël, jaarlijks tijdens de zomer georganiseerd in Jeruzalem sinds 2004. Andere festivals worden georganiseerd in Tel Aviv, Haifa en de Mateh Yehuda regio.

Een wijn- en bierfestival wordt jaarlijks gehouden in Beër Sjeva.
 
In 2011 werd het eerste bierfestival in Asjdod georganiseerd.

Jaarlijks wordt de internationale biercompetitie Beer International Recognition Awards (BIRA) georganiseerd.